# Henri Blowitz

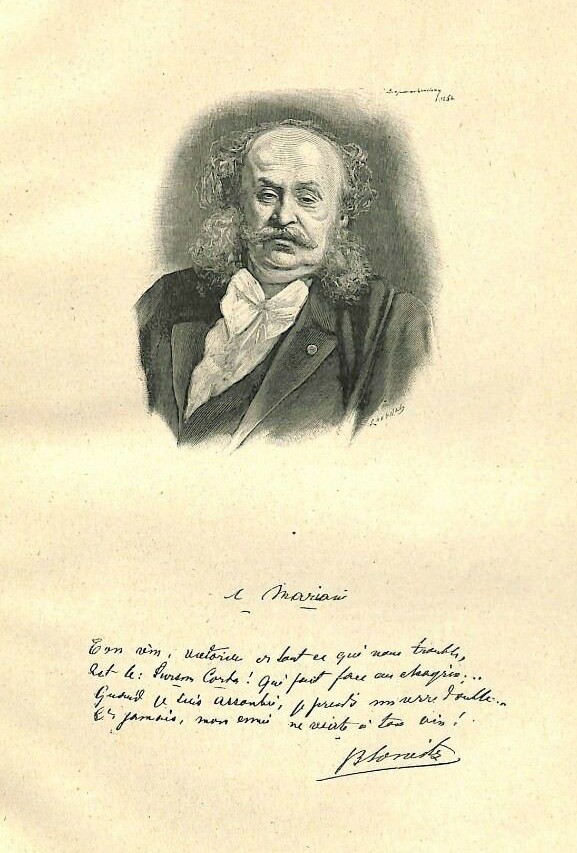
Henri Blowitz.

Henri Georges Stephan Adolphe Opper de Blowitz, född 25 december 1825 och död 18 januari 1903 var en fransk-brittisk journalist.
Blowitz var född i Böhmen, och avled i Paris. Efter att länge ha varit gymnasielärare i främmande språk i Tours och Marseille blev Blowitz 1871 korrespondent i Paris för The Times. På denna post förvärvade han snart världsrykte, främst genom sina intervjuer med ledande politiska personligheter. Sin mest sensationella journalistbragd utförde Blowitz 1878, då han gav sin tidning möjlighet att publicera Berlinfördragets fullständiga text, samtidigt som det undertecknades i Tyskland.